# Guignes
Pour les articles homonymes, voir Guigne.
Guignes (prononcé [giɲ]), anciennement Guignes-Rabutin, est une commune française située dans le département de Seine-et-Marne en région Île-de-France.

## Géographie

### Localisation
Guignes est située dans la région Île-de-France, à l'ouest du département de Seine-et-Marne et au sud-ouest de la région naturelle de la Brie.
La commune est située à vol d'oiseau à 8 km au nord-ouest de Mormant, à 15 km au nord-est de Melun et à 42 km au sud-est de Paris.
Elle se trouve dans l'aire d'attraction de Paris, est la ville-centre de son  unité urbaine, et fait partie de la zone d'emploi de Melun ainsi que du bassin de vie de Fontenay-Trésigny

### Communes limitrophes
Les communes limitrophes sont  Andrezel, Chaumes-en-Brie, Verneuil-l'Étang et Yèbles.

### Relief et géologie
Le territoire de la commune se situe à l'ouest de la région naturelle de la Brie, vaste plateau situé dans la partie orientale du Bassin parisien.
L'altitude minimale est de 73 m à l'est de la commune au niveau du ru de l'Avon lorsqu'il quitte le territoire de Guignes. L'altitude maximale étant de 107 m au nord de la commune dans les Bois de Vitry.
Guignes est située au sud-est du Bassin parisien qui est une région géologique sédimentaire.
D'une superficie de 568 ha, la commune est constituée aux deux tiers d'espaces ruraux. Des espaces boisés occupent tout le nord de son territoire, alors que des parcelles de cultures permanentes occupent sa partie sud. L'espace urbain étant concentré en son centre.

### Hydrographie

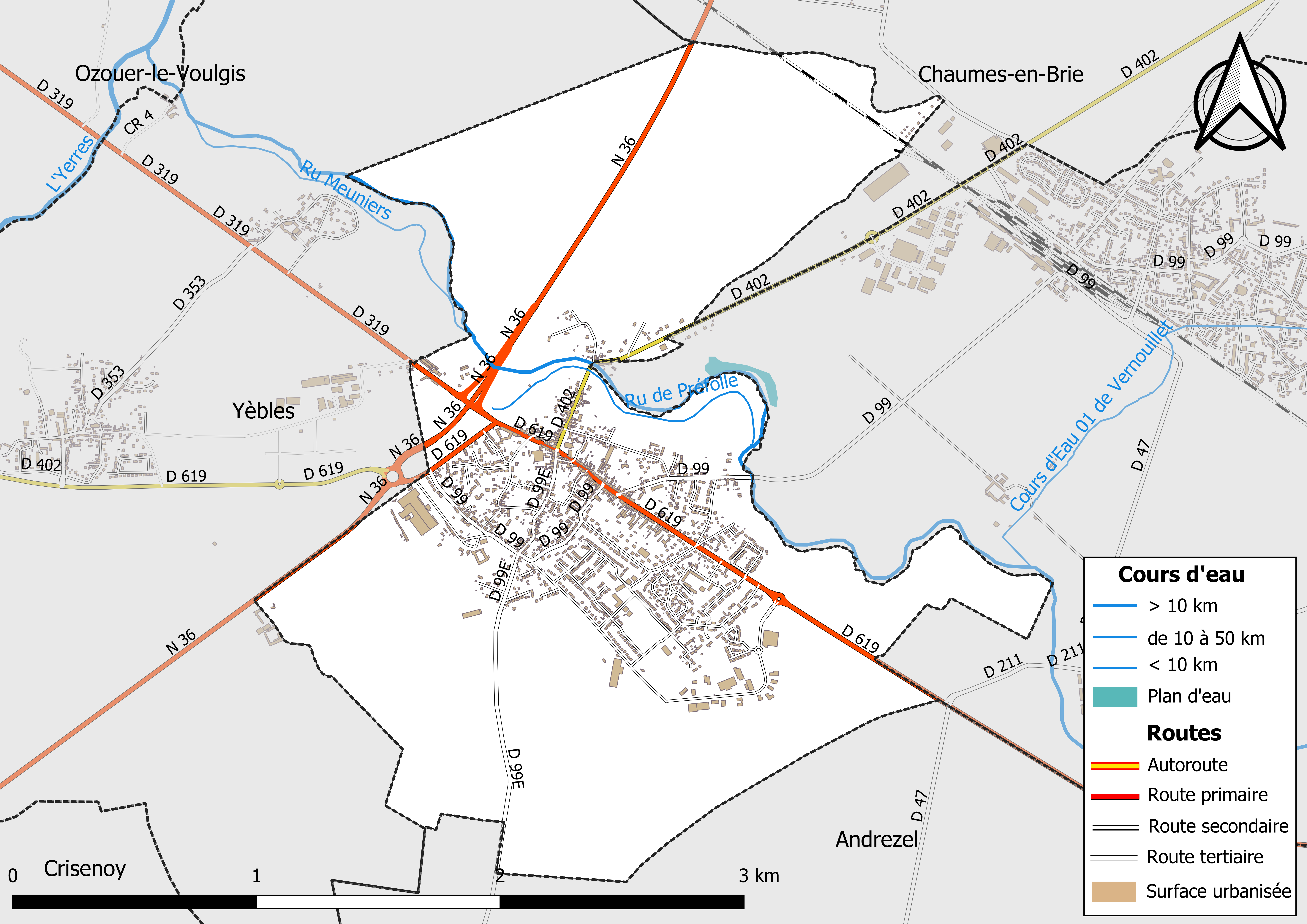
Carte hydrographique de la commune.

Le système hydrographique de la commune se compose de quatre cours d'eau référencés :
- le ru d'Avon, long de 20,87 km[2], un affluent gauche de l'Yerres qui traverse la commune d'est en ouest ;
  - le ru de Préfolle, 1,46 km[3], et ;
  - le cours d'eau 01 de Vernouillet[Note 1], 3,29 km[4], affluents du ru d'Avon ;
  - le ru Meuniers[5], 1,68 km, qui conflue avec le ru d'Avon.

La longueur linéaire globale des cours d'eau sur la commune est de 3,68 km.

### Climat
Pour des articles plus généraux, voir Climat de l'Île-de-France et Climat de Seine-et-Marne.
En 2010, le climat de la commune est de type climat océanique dégradé des plaines du Centre et du Nord, selon une étude du CNRS s'appuyant sur une série de données couvrant la période 1971-2000. En 2020, Météo-France publie une typologie des climats de la France métropolitaine dans laquelle la commune est exposée à un climat océanique altéré et est dans la région climatique Nord-est du bassin Parisien, caractérisée par un ensoleillement médiocre, une pluviométrie moyenne régulièrement répartie au cours de l’année et un hiver froid (3 °C).
Pour la période 1971-2000, la température annuelle moyenne est de 11,2 °C, avec une amplitude thermique annuelle de 15,4 °C. Le cumul annuel moyen de précipitations est de 723 mm, avec 11,2 jours de précipitations en janvier et 7,8 jours en juillet. Pour la période 1991-2020, la température moyenne annuelle observée sur la station météorologique la plus proche, située sur la commune de Montereau-sur-le-Jard à 11 km à vol d'oiseau, est de 11,6 °C et le cumul annuel moyen de précipitations est de 657,9 mm,. Pour l'avenir, les paramètres climatiques de la commune estimés pour 2050 selon différents scénarios d'émission de gaz à effet de serre sont consultables sur un site dédié publié par Météo-France en novembre 2022.

### Milieux naturels et biodiversité
Aucun espace naturel présentant un intérêt patrimonial n'est recensé en 2021 sur la commune dans l'inventaire national du patrimoine naturel,,.

## Urbanisme

### Typologie
Au 1er janvier 2024, Guignes est catégorisée bourg rural, selon la nouvelle grille communale de densité à sept niveaux définie par l'Insee en 2022.
Elle appartient à l'unité urbaine de Guignes, une unité urbaine monocommunale constituant une ville isolée,. Par ailleurs la commune fait partie de l'aire d'attraction de Paris, dont elle est une commune de la couronne,. Cette aire regroupe 1 929 communes,.

### Occupation des sols
En 2018, le territoire de la commune se répartit en 38,3 % de terres arables, 36,8 % de forêts, 23,2 % de zones urbanisées et 1,7 % de zones industrielles commercialisées et réseaux de communication,.

### Morphologie urbaine
L'habitat est essentiellement constitué de maisons individuelles, de pavillons et de quelques immeubles d'habitation de petites hauteurs.

### Lieux-dits et écarts

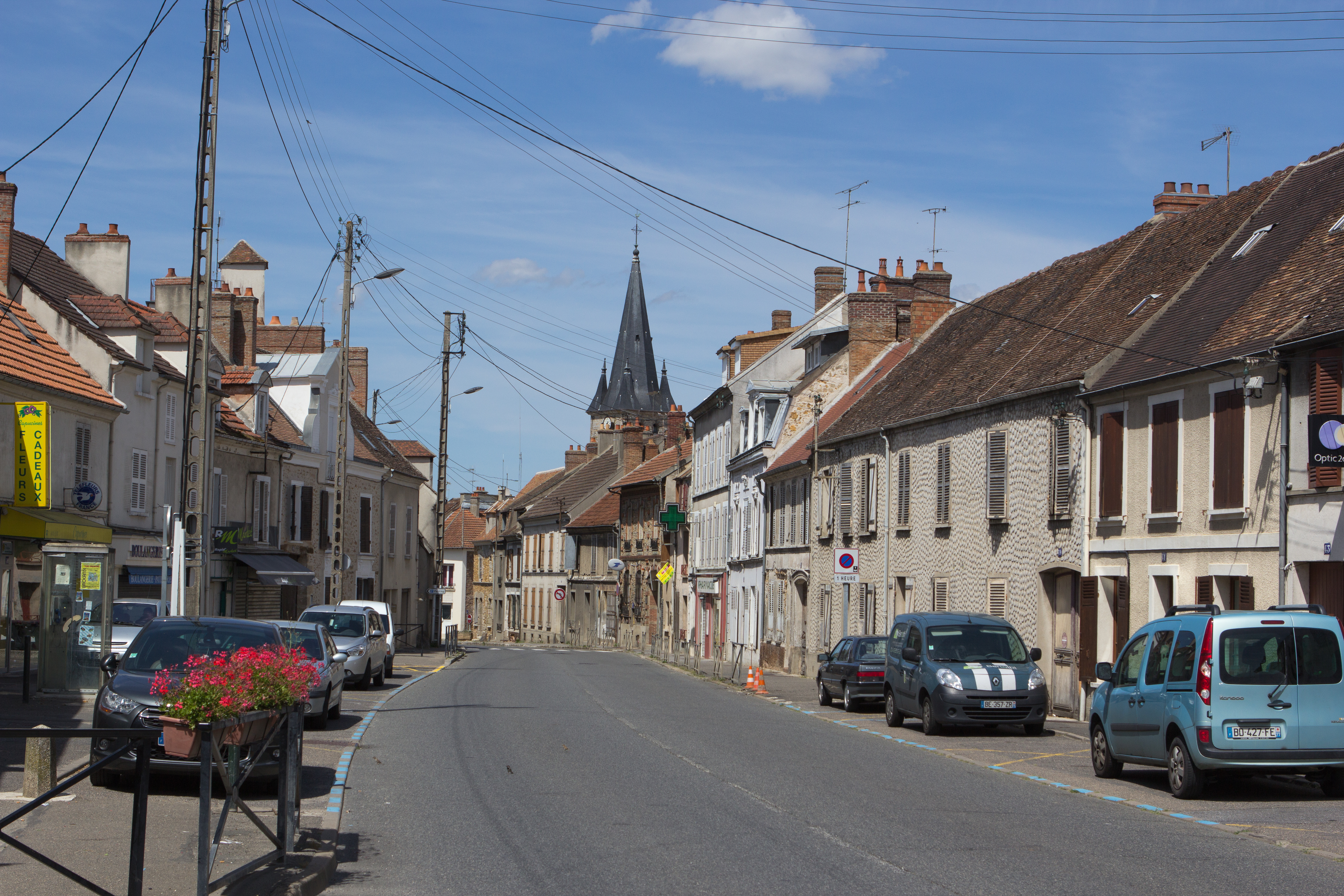
La rue de Troyes, dans le centre-ville de Guignes.

La commune compte 32 lieux-dits administratifs répertoriés consultables ici dont Vitry, le Moulin de Gratte-loup, les Planches, le Chêne (source : le fichier Fantoir).

### Habitat et logement
En 2021, le nombre total de logements dans la commune était de 1 826, alors qu'il était de 1 620 en 2016 et de 1 352 en 2011.
Parmi ces logements, 90,8 % étaient des résidences principales, 1,2 % des résidences secondaires et 8 % des logements vacants. Ces logements étaient pour 63,1 % d'entre eux des maisons individuelles et pour 36,4 % des appartements.
Le tableau ci-dessous présente la typologie des logements à Guignes en 2021 en comparaison avec celle de Seine-et-Marne et de la France entière. Une caractéristique marquante du parc de logements est ainsi la faible proportion des résidences secondaires et logements occasionnels (1,2 %) par rapport au département (3,1 %) et à la France entière (9,7 %).
| Typologie                                               | Guignes | Seine-et-Marne | France entière |
| ------------------------------------------------------- | ------- | -------------- | -------------- |
| Résidences principales (en %)                           | 90,8    | 90,2           | 82,2           |
| Résidences secondaires et logements occasionnels (en %) | 1,2     | 3,1            | 9,7            |
| Logements vacants (en %)                                | 8       | 6,7            | 8,1            |

### Projets d'aménagement
En 2013, l'aménagement de la ZAC de la « Pièce du Jeu » a débuté. Il s'agit d'un programme immobilier d'une superficie de 13 ha, composé de maisons individuelles, de petits immeubles, d'un groupe scolaire et d'un parc public.

### Voies de communications et transports

Routes, hameaux et cours d'eau.

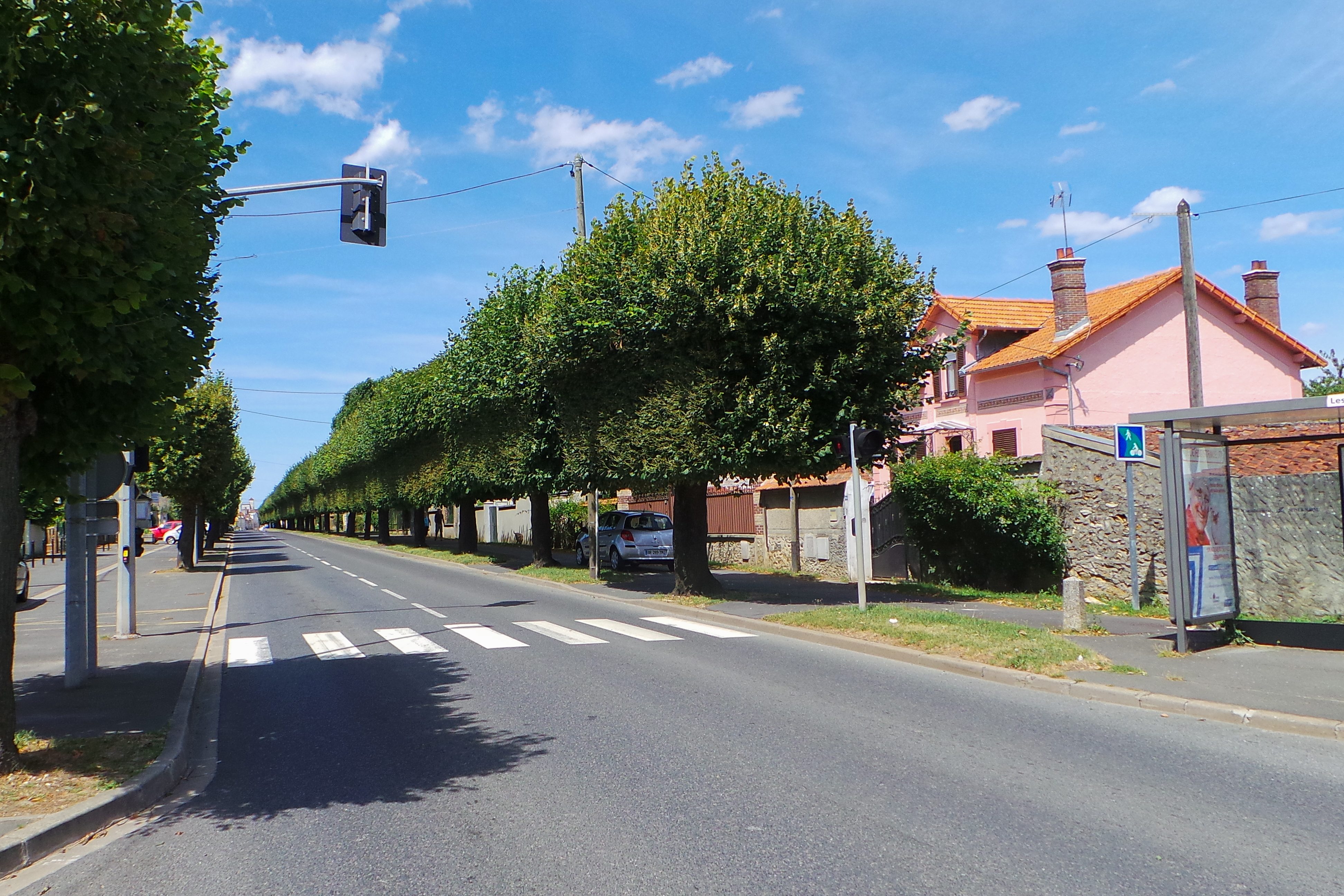
La route départementale D 619 (ex-nationale 19) à la sortie sud-est de Guignes.

La ville de Guignes se situe au croisement de l'actuelle route nationale 36, traversant Guignes du sud-ouest au nord-est et reliant Melun à Meaux, et de l'ancienne  route nationale 19 (actuelle route départementale D 319 de Brie-Comte-Robert à Guignes et route départementale D 619 de Guignes à Provins) traversant Guignes du nord-ouest au sud-est et reliant Paris à Provins. Les routes départementales D 99 et D 402 relient Guignes à Verneuil-l'Étang.
Guignes est desservie par la ligne 01 du réseau de bus Brie et 2 Morin, la ligne 3204 du réseau de bus Provinois - Brie et Seine et les lignes 20, 21, 32, 34, 35 et 37 du réseau de bus Pays Briard.
La gare de Verneuil-l'Étang, située à 2,5 km au nord-est de Guignes, est la gare la plus proche. Elle est desservie par les trains de la ligne P du Transilien et permet de relier Paris en 35 minutes environ.

## Toponymie
Le village de Guignes a porté différents déterminants complémentaires : Guignes-la-Putain vers 1387,, Guignes-Rabutin et Guignes-en-Brie. La commune s'appelle désormais Guignes.
Les érudits locaux ne proposent aucune explication étymologique au nom de Guignes,. Par contre, certains toponymistes ont vu dans Guignes, mentionné sous la forme Guygne en 1385, une variante probable du nom de Guînes (Pas-de-Calais, Gisna 807), qu'ils interprètent comme l'anthroponyme germanique Wiso, suivi du suffixe -ina marquant un domaine rural (sous-entendu villa), c'est-à-dire *Wisina (villa). On retrouverait ce nom de personne germanique dans Guigny (formé avec le suffixe -iniacum) et les différents Guignecourt, Guinecourt où -court a été ajouté postérieurement. On peut objecter que si le nom de personne germanique Wiso peut expliquer Guignes, ce n'est pas le cas pour les autres toponymes du nord de la France, car les formes anciennes et les formes modernes attendues devraient être du type *Wîne, *Wigny, *Wi(g)ne[court], *Wi(g)ni[court], *Vi(g)ne[court], *Vi(g)ni[court].
De même, en l'absence de forme plus ancienne que Guygne pour Guignes, il est difficile d'étayer cette hypothèse, car même si le [w] initial de Wiso convient bien sur le plan phonétique (cf. l'étymologie des mots français en gue-, gui-. [w] germanique est régulièrement passé à [g] en français central, ce qui n'est pas le cas en picard ou en champenois où il s'est maintenu), il n'y a en revanche aucune trace d'un [s] justifiant une racine Wis-. En fin de compte, seul un élément initial Wi- semble assuré, car il rend compte de la syllabe Gui-.
Guignes, au sens collectif de Guigniers, espèce de cerisier.
L'existence de différents déterminants complémentaires s'explique par des anecdotes historiques. En effet, au cours de la guerre de Cent Ans, la garnison du château seigneurial s'étant rendue sans combattre, Guignes a été surnommé « Guignes la Putain » (ou « Guignes la Putin »). Ce nom, peu flatteur, a été transformé en Guignes-Rabutin au XVIIe siècle,.
Le principal hameau de Guignes, Vitry, s'est aussi appelé Vitry-Corbat, Vitry-Coubert et Vitry-en-Brie. Vitry remonte à un type toponymique gallo-roman fréquent *VICTRIACU (> Vitry, Vitré, Vitrac, etc.), souvent latinisé dans les textes en  Victoriacum (ou Victoriacus), formé de l'anthroponyme gallo-roman Victrius, variante du latin Victorius, avec le suffixe d'origine gauloise -acum. Le complément Coubert, fait référence à Coubert, dont les comtes étaient seigneurs du hameau de Vitry.
Durant la Révolution, la commune prend le nom de Guignes-Libre.

## Histoire

### Moyen Âge

Blason de la famille des de L'Hospital, seigneurs de Guignes.

Avant de devenir une commune, Guignes est un hameau de la paroisse de Yèbles.
Au Moyen Âge, l'histoire de Guignes et du hameau de Vitry est liée à celles des seigneurs de Coubert. Le manoir féodal appartient aux familles Vitry-Tournan, Villiers (apparentés aux Villiers de L'Isle-Adam), Montmorency, puis aux l'Hospital-Vitry, famille originaire d'Italie.

### Époque moderne
En 1488, le seigneur du village de Guignes est Adrien de L'Hospital. En 1545, c'est François de L'Hospital, ascendant de François de L'Hospital et de son frère Nicolas de L'Hospital, qui est le seigneur de Guignes et des hameaux de Vitry (Guignes), de Vernouillet (Verneuil-l'Etang) et de Nogent (Yèbles),,.
En 1743, les notables du village de Guignes demandent à l’archevêque de Sens, Jean-Joseph Languet de Gergy, l'autorisation de bâtir une église et d'y ériger une nouvelle paroisse. Le curé de la paroisse de Yèbles, dont dépendait Guignes, ayant donné son accord préalable sous condition de compensation financières et de participation des habitants de Guignes aux travaux de rénovation de l'église de Yèbles. Le 1er octobre 1744, Samuel-Jacques Bernard, fils du financier Samuel Bernard, comte de Coubert et seigneur de Yèbles, de Vitry et de Guignes, fait don des terrains nécessaires à la construction de la nouvelle église et de ses dépendances, et s'engage à concourir pour les deux tiers aux dépenses. L'archevêque de Sens donne alors, le 8 décembre 1744, son autorisation pour la construction de l'église et l'érection de Guignes en paroisse distincte de celle de Yèbles. Et, comme il s'y était engagé, le comte de Coubert fait construire l'église de Guignes en 1745,.

### Époque contemporaine
En 1892 est mise en service la Gare de Yèbles - Guignes sur la Ligne de Paris-Bastille à Marles-en-Brie par la compagnie des chemins de fer de l'Est. Le service, opéré depuis 1938 par la SNCF, cesse en 1969, lors de la mise en service de la ligne A du RER d'Île-de-France

Guignes au tout début du XXe siècle
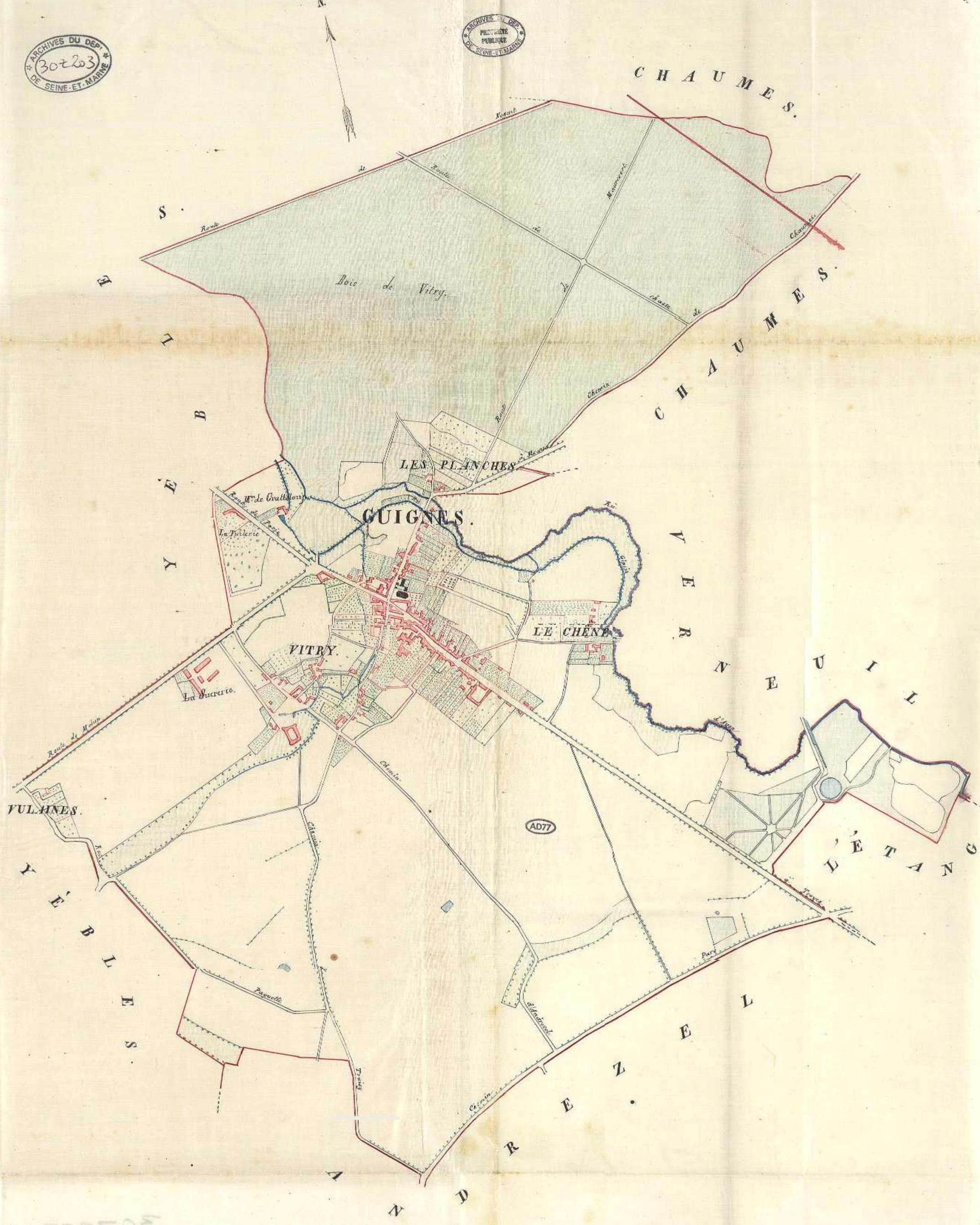
Plan de Guignes à la fin du XIXe siècle.
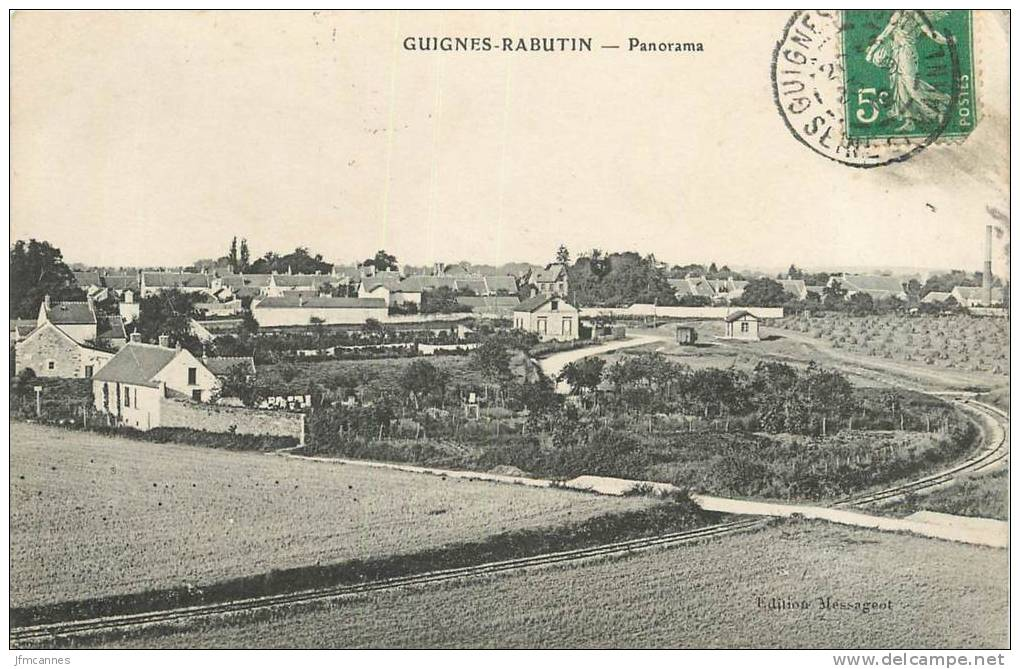
Panorama de la commune.
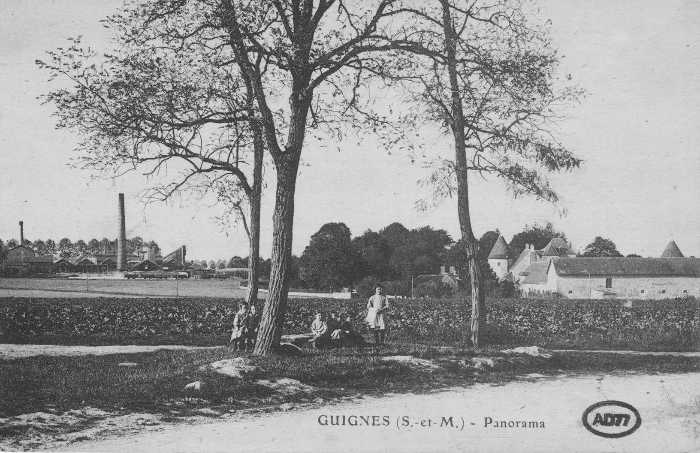
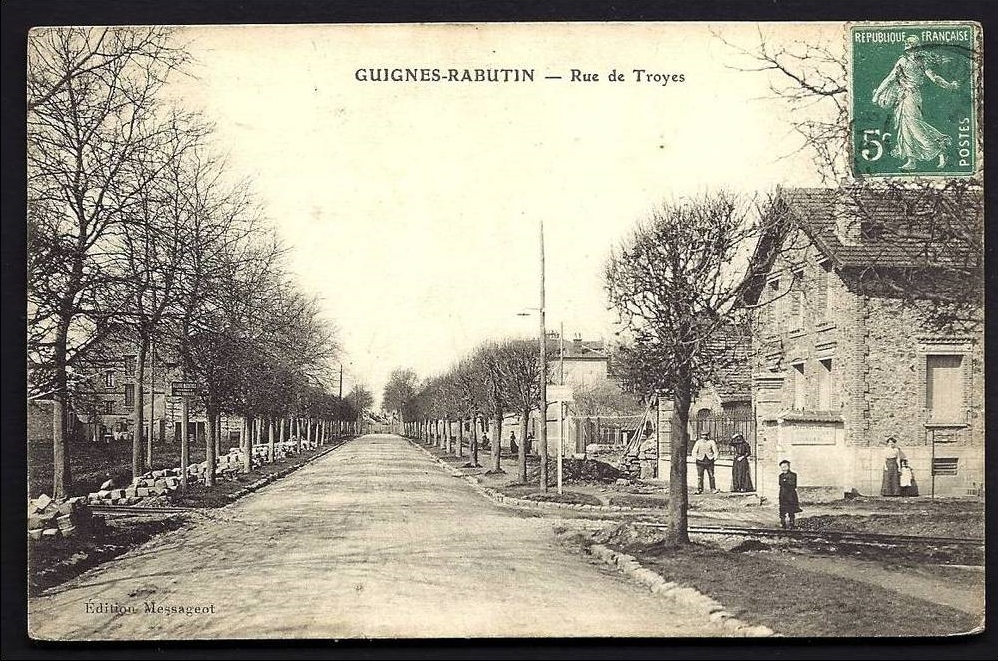
La rue de Troyes.
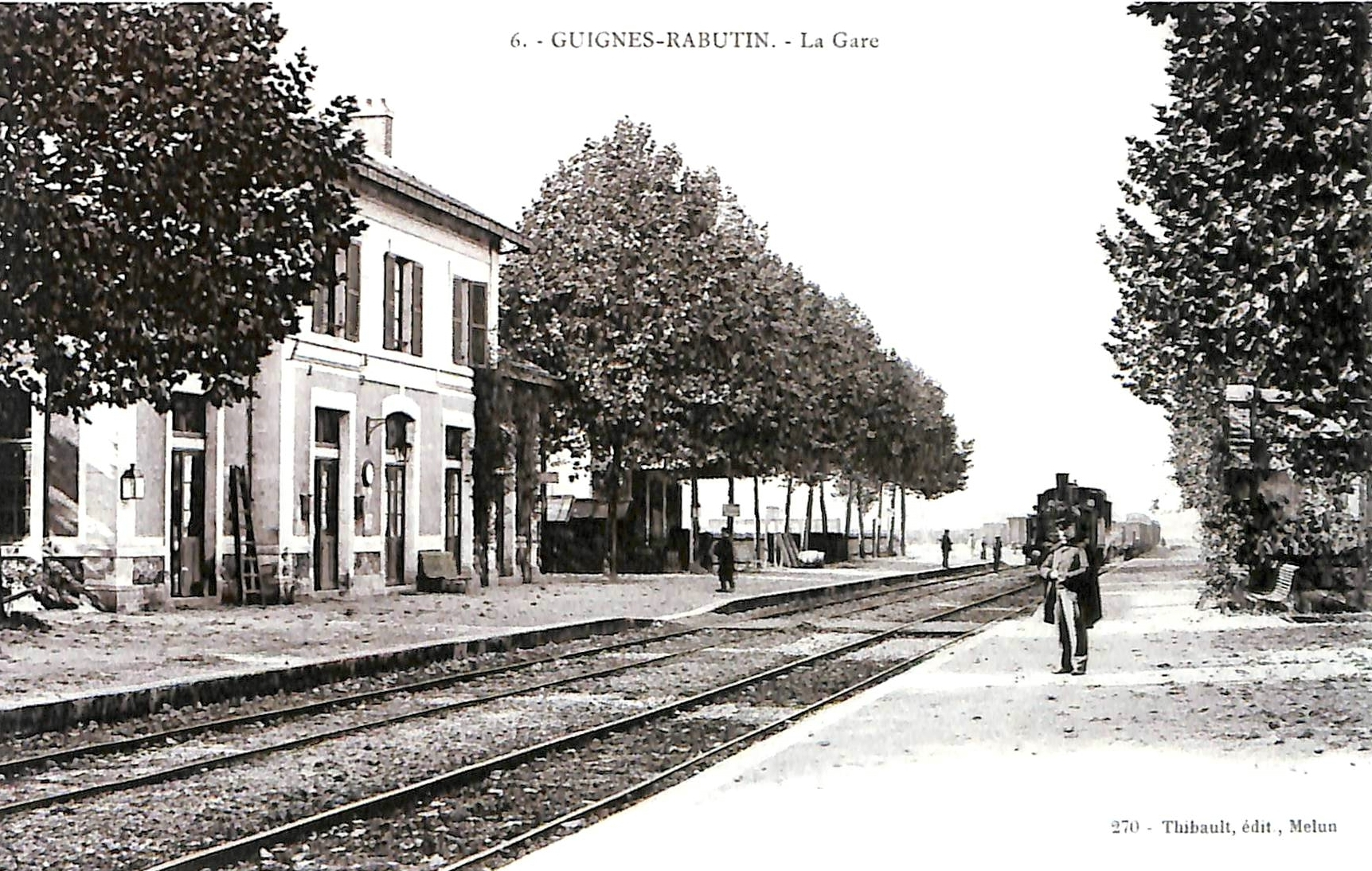
La gare de Yèbles - Guignes.

De 1901 à 1934, la commune de Guignes est desservie par le tramway de Verneuil-l'Étang à Melun. Cette ligne de chemin de fer secondaire à voie métrique, surnommée le « Tacot de Verneuil », reliait Melun à Verneuil-l'Étang.

Le tramway à Guignes
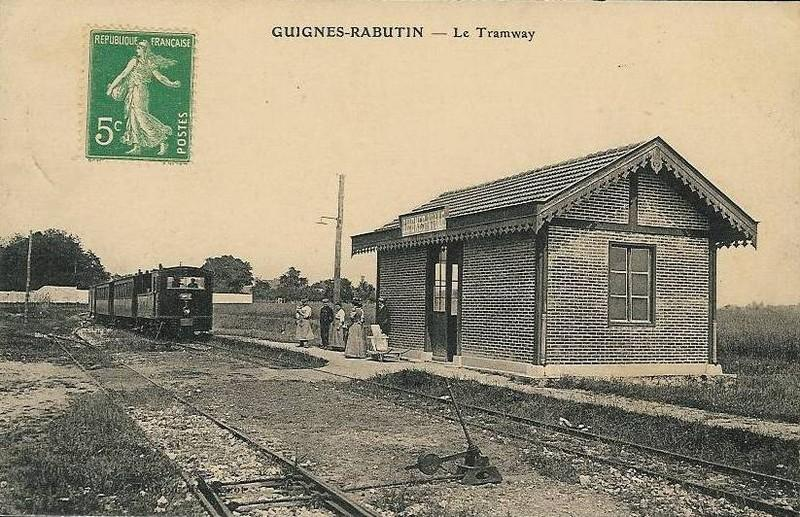
La station de Guignes-Ville.
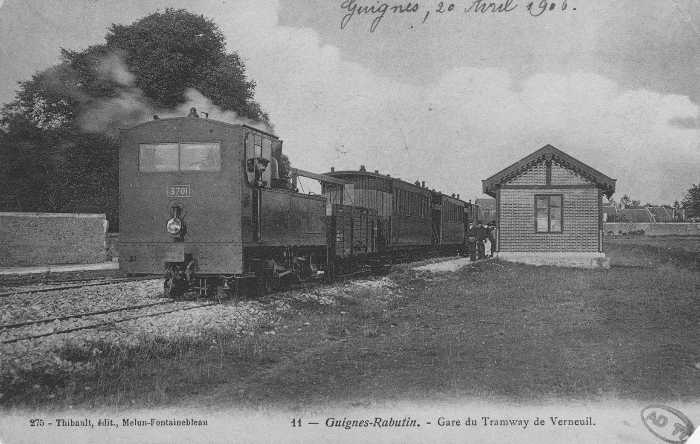
La station de Guignes-Ville. Locomotive en tête d'un train mixte.

## Politique et administration

### Rattachements administratifs et électoraux

#### Rattachements administratifs
La commune se trouve dans l'arrondissement de Melun du département de la Seine-et-Marne.
Elle faisait partie depuis 1801 du canton de Mormant. Dans le cadre du redécoupage cantonal de 2014 en France, cette circonscription administrative territoriale a disparu, et le canton n'est plus qu'une circonscription électorale.

#### Rattachements électoraux
Pour les élections départementales, la commune fait partie depuis 2014 du canton de Nangis.
Pour l'élection des députés, elle fait partie de la troisième circonscription de Seine-et-Marne.

### Intercommunalité
Guignes était membre de la communauté de communes de l'Yerres à l'Ancœur, un établissement public de coopération intercommunale (EPCI) à fiscalité propre créé fin  2005 et auquel la commune avait transféré un certain nombre de ses compétences, dans les conditions déterminées par le code général des collectivités territoriales.
Dans le cadre des dispositions de la loi portant nouvelle organisation territoriale de la République du 7 août 2015, qui prévoit que les établissements publics de coopération intercommunale (EPCI) à fiscalité propre doivent avoir un minimum de 15 000 habitants, cette intercommunalité est dissoute et certaines de ses communes, dont Guignes, ont rejoint le 1er janvier 2017, la communauté de communes Brie des Rivières et Châteaux.

### administration municipale
Le nombre d'habitants de la commune étant compris entre 3500 et 4999, le nombre de membres du conseil municipal est de 27, y compris le maire et ses adjoints.

## Équipements et services publics

### Enseignement
Guignes est située dans l'académie de Créteil.
La ville administre un groupe scolaire de  huit classes de maternelles et de 13 de primaires, doté d'un centre de loisirs de 200 m², d'une cantine, d'une bibliothèque de 200 m²..., livré en 2017 dans la ZAC de la « Pièce du Jeu », où habite le plus grand nombre d'habitants.
Les collèges à proximité sont : le collège Charles-Péguy de Verneuil-l'Étang et le collège Nicolas-Fouquet de Mormant. Les lycées de proximité sont : le lycée professionnel SNCF de Chaumes-en-Brie, le lycée Clément-Ader de Tournan-en-Brie et le lycée La Tour-des-Dames de Rozay-en-Brie.

### Équipements sportifs
La commune dispose d'un complexe sportif composé d'une salle polyvalente, de courts de tennis, et d'un terrain de football sur lequel évoluent les équipes de football de l'« Entente Chaumes-Guignes-Champeaux ».

### Postes et télécommunications

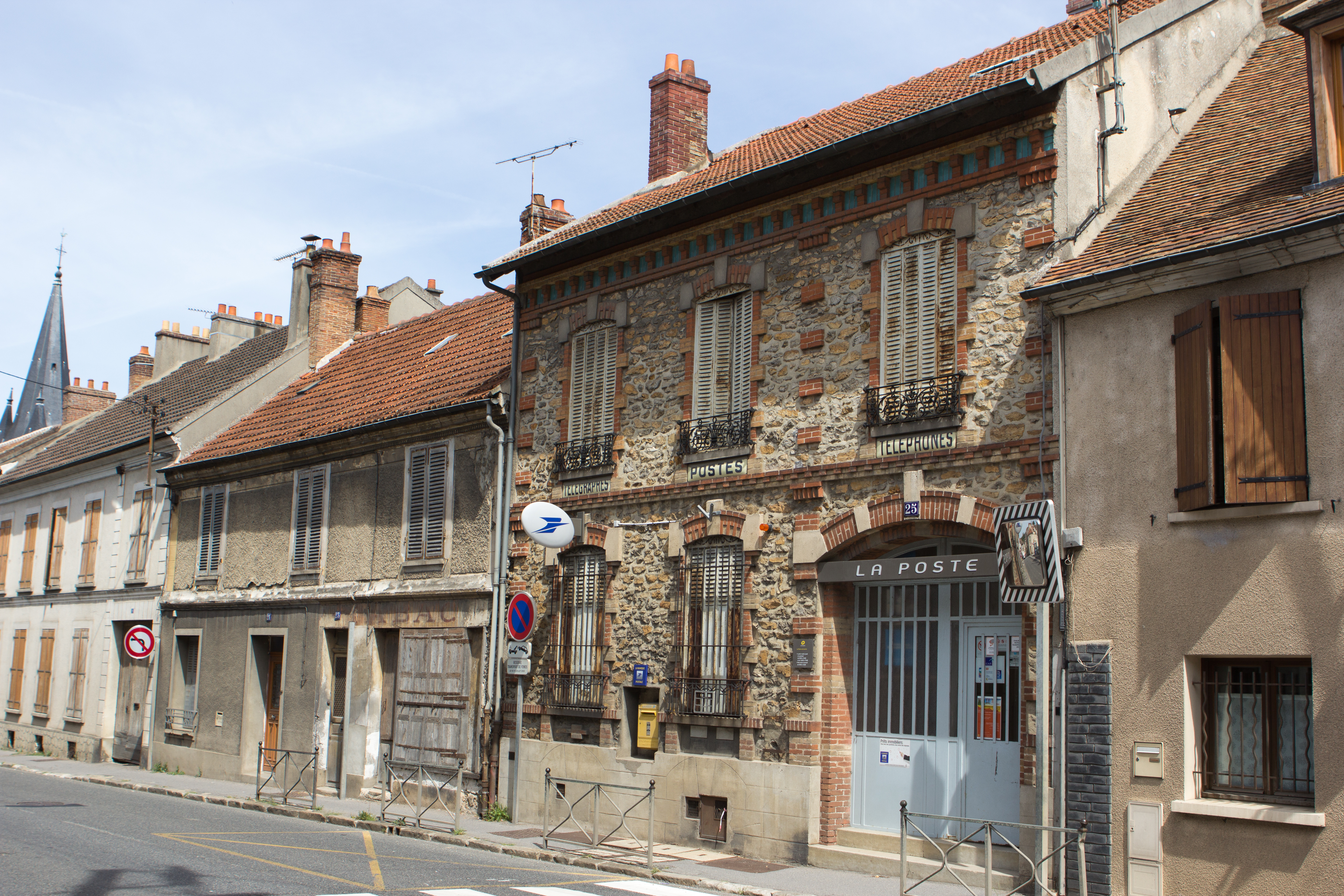
Le bureau de poste de Guignes.

La commune dispose d’un bureau de poste.

### Santé
Quatre médecins, trois chirurgiens-dentistes et une pharmacie sont installés dans la commune.
Le centre hospitalier le plus proche est celui
de Melun.

### Justice, sécurité, secours et défense
La sécurité de la commune est assurée par la brigade de gendarmerie nationale de Chaumes-en-Brie. La commune dispose en outre d'un Centre d'incendie et de secours (CIS).
Guignes relève du tribunal d'instance de Melun, du tribunal de grande instance de Melun, de la cour d'appel de Paris, du tribunal pour enfants de Melun, du conseil de prud'hommes de Melun, du tribunal de commerce de Melun, du tribunal administratif de Melun et de la cour administrative d'appel de Paris.

## Population et société
Les habitants sont appelés les Guignois et Guignoises.

### Démographie
L'évolution du nombre d'habitants est connue à travers les recensements de la population effectués dans la commune depuis 1793. Pour les communes de moins de 10 000 habitants, une enquête de recensement portant sur toute la population est réalisée tous les cinq ans, les populations de référence des années intermédiaires étant quant à elles estimées par interpolation ou extrapolation. Pour la commune, le premier recensement exhaustif entrant dans le cadre du nouveau dispositif a été réalisé en 2008.

En 2022, la commune comptait 4 434 habitants, en évolution de +12,65 % par rapport à 2016 (Seine-et-Marne : +3,92 %, France hors Mayotte : +2,11 %).
| 1793 | 1800 | 1806 | 1821 | 1831 | 1836 | 1841 | 1846 | 1851 |
| ---- | ---- | ---- | ---- | ---- | ---- | ---- | ---- | ---- |
| 727  | 788  | 802  | 822  | 885  | 879  | 924  | 928  | 913  |

| 1856 | 1861  | 1866  | 1872 | 1876  | 1881 | 1886  | 1891  | 1896  |
| ---- | ----- | ----- | ---- | ----- | ---- | ----- | ----- | ----- |
| 987  | 1 010 | 1 045 | 964  | 1 000 | 985  | 1 012 | 1 098 | 1 056 |

| 1901  | 1906  | 1911  | 1921  | 1926  | 1931  | 1936  | 1946  | 1954  |
| ----- | ----- | ----- | ----- | ----- | ----- | ----- | ----- | ----- |
| 1 163 | 1 068 | 1 062 | 1 011 | 1 031 | 1 135 | 1 084 | 1 039 | 1 056 |

| 1962  | 1968  | 1975  | 1982  | 1990  | 1999  | 2006  | 2008  | 2013  |
| ----- | ----- | ----- | ----- | ----- | ----- | ----- | ----- | ----- |
| 1 049 | 1 514 | 1 687 | 1 978 | 2 285 | 2 412 | 2 969 | 3 116 | 3 358 |

| 2018  | 2022  | - | - | - | - | - | - | - |
| ----- | ----- | - | - | - | - | - | - | - |
| 4 253 | 4 434 | - | - | - | - | - | - | - |

### Médias
Le quotidien régional Le Parisien, dans son édition locale Seine-et-Marne, ainsi que l’hebdomadaire La République de Seine-et-Marne, relatent les informations locales. La commune est en outre dans le bassin d’émission des chaînes de télévision France 3 Paris Île-de-France et d'IDF1.
L’information institutionnelle est assurée par plusieurs publications périodiques : l'Hyppocampe, le magazine de la Communauté de communes de l'Yerres à l'Ancœur ; Seine-et-Marne Magazine, mensuel diffusé par le conseil général de Seine-et-Marne et le Journal du Conseil régional, bimensuel diffusé par le conseil régional d'Île-de-France.

### Cultes
Le territoire de la commune de Guignes fait partie de la paroisse catholique « Pôle missionnaire de Mormant » au sein du diocèse de Meaux. Le lieu de culte est l'église Saint-Jacques-le-Mineur.

## Économie

### Revenus de la population et fiscalité
En 2010, le revenu fiscal médian par ménage était de 34 640 €, ce qui plaçait Guignes au 6 979e rang parmi les 31 525 communes de plus de 39 ménages en métropole.
En 2009, 63,3 % des foyers fiscaux étaient imposables.

### Emplois, revenus et niveau de vie
En 2009, la population âgée de 15 à 64 ans s'élevait à 2 203 personnes, parmi lesquelles on comptait 76,58 % d'actifs dont 71,22 % ayant un emploi et 5,36 % de chômeurs.
|                           | Nb. Personnes | Pourcentage |
| Ensemble                  | 2 203         | 100,0%      |
| Actifs                    | 1 687         | 76,58 %     |
| Actifs ayant un emploi    | 1 569         | 71,22 %     |
| Chômeurs                  | 118           | 5,36 %      |
| Inactifs                  | 516           | 23,42 %     |
| Élèves, étudiants         | 200           | 9,10 %      |
| Retraités ou préretraités | 154           | 7,00 %      |
| Autres inactifs           | 161           | 7,30 %      |

Toujours en 2009, on comptait 536 emplois dans la zone d'emploi, contre 450 en 1999. Le nombre d'actifs ayant un emploi résidant dans la zone d'emploi étant de 1 577, l'indicateur de concentration d'emploi est de 34,0 %, ce qui signifie que la zone d'emploi offre un peu plus d'un emploi pour trois habitants actifs.
Parmi la population active de Guignes, la catégorie des employés est la catégorie socioprofessionnelle la plus représentée avec 33,88 % de la population. Puis, viennent les ouvriers (25,69 %) et les professions intermédiaires (23,61 %).
|                                            | Nb. Personnes | Pourcentage |
| Ensemble                                   | 1 783         | 100,0%      |
| Agriculteurs exploitants                   | 4             | 0,22 %      |
| Artisans, commerçants, chefs d'entreprise  | 67            | 3,76 %      |
| Cadres et professions intellectuelles sup. | 229           | 12,84 %     |
| Professions intermédiaires                 | 421           | 23,61 %     |
| Employés                                   | 604           | 33,88 %     |
| Ouvriers                                   | 458           | 25,69 %     |

### Entreprises et commerces

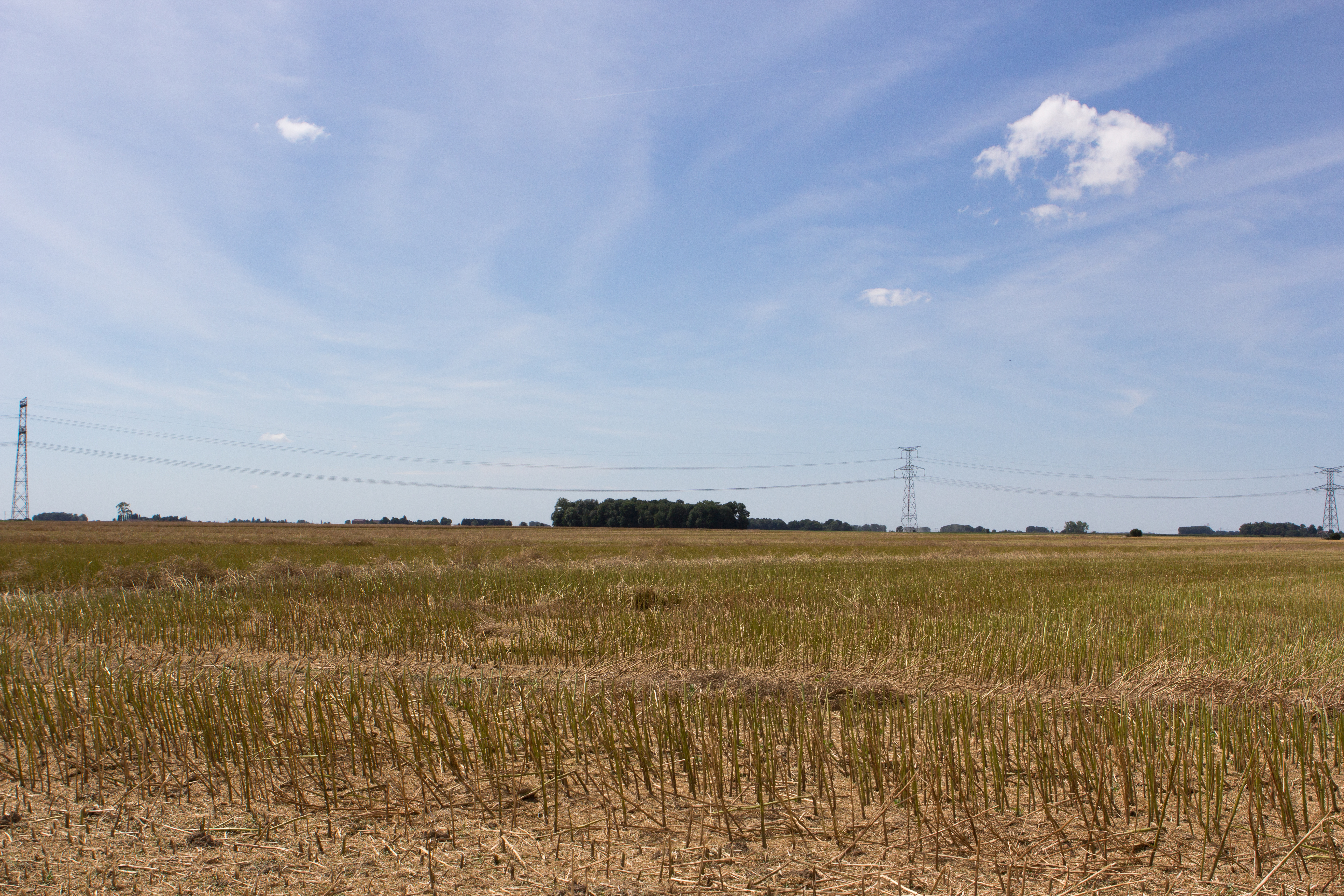
Un champ de blé moissonné à Guignes.

Au 31 décembre 2010, Guignes comptait 171 établissements : 3 dans l’agriculture-sylviculture, 7 dans l'industrie, 30 dans la construction, 98 dans le commerce-transports-services divers et 33 étaient relatifs au secteur administratif.
En 2011, 14 entreprises ont été créées à Guignes, dont 12 par des auto-entrepreneurs.

## Culture locale et patrimoine

### Lieux et monuments
- L'église Saint-Jacques-le-Mineur, datant du XVIIIe siècle, est inscrite à l'inventaire des monuments historiques depuis 1926[60].
- la ferme de Vitry, ancien château fortifié.
- Le lavoir de la fontaine Sainte-Anne.
- Le square du Belvédère.

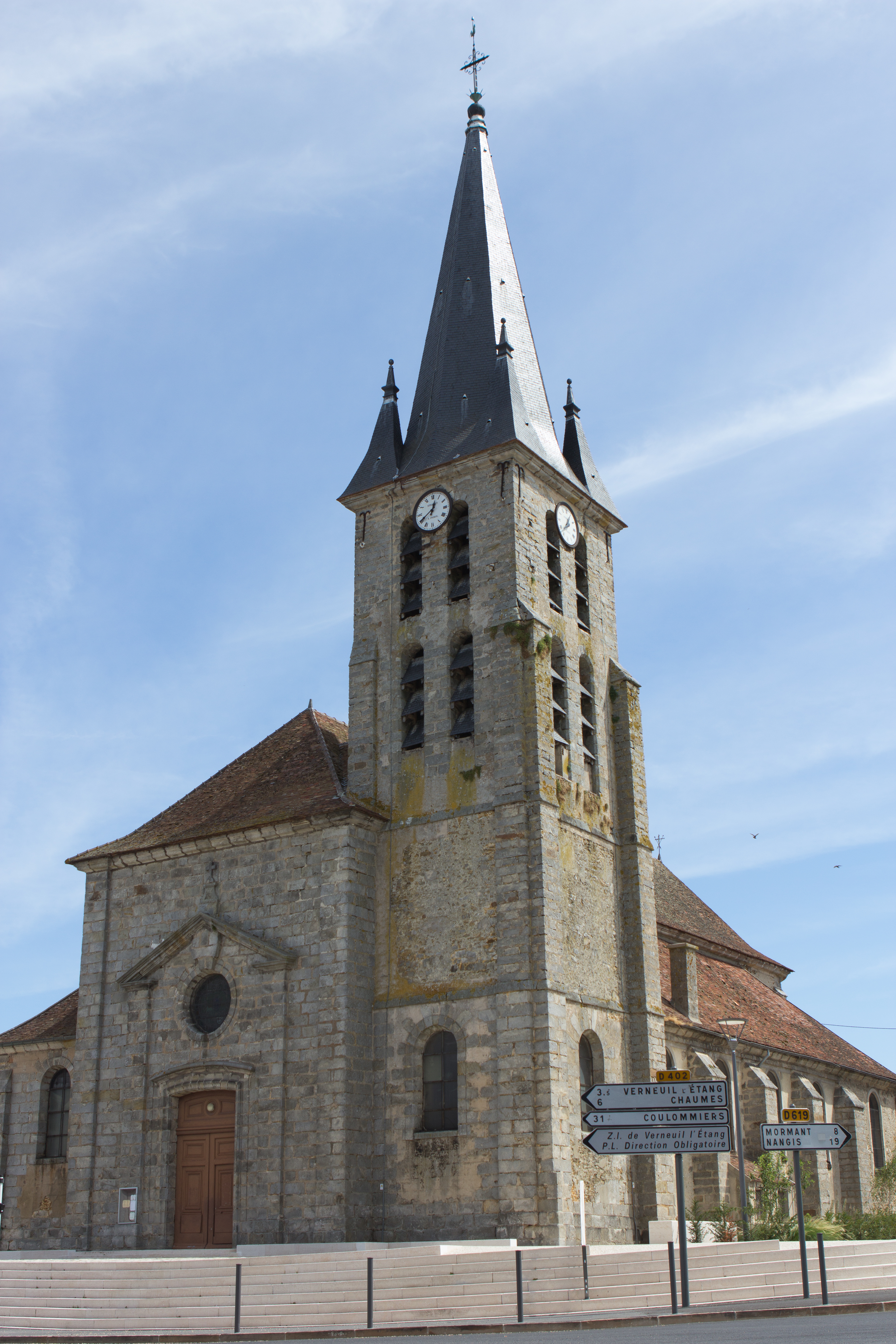
L'église Saint-Jacques-le-Mineur - Cloche de l'église à midi :
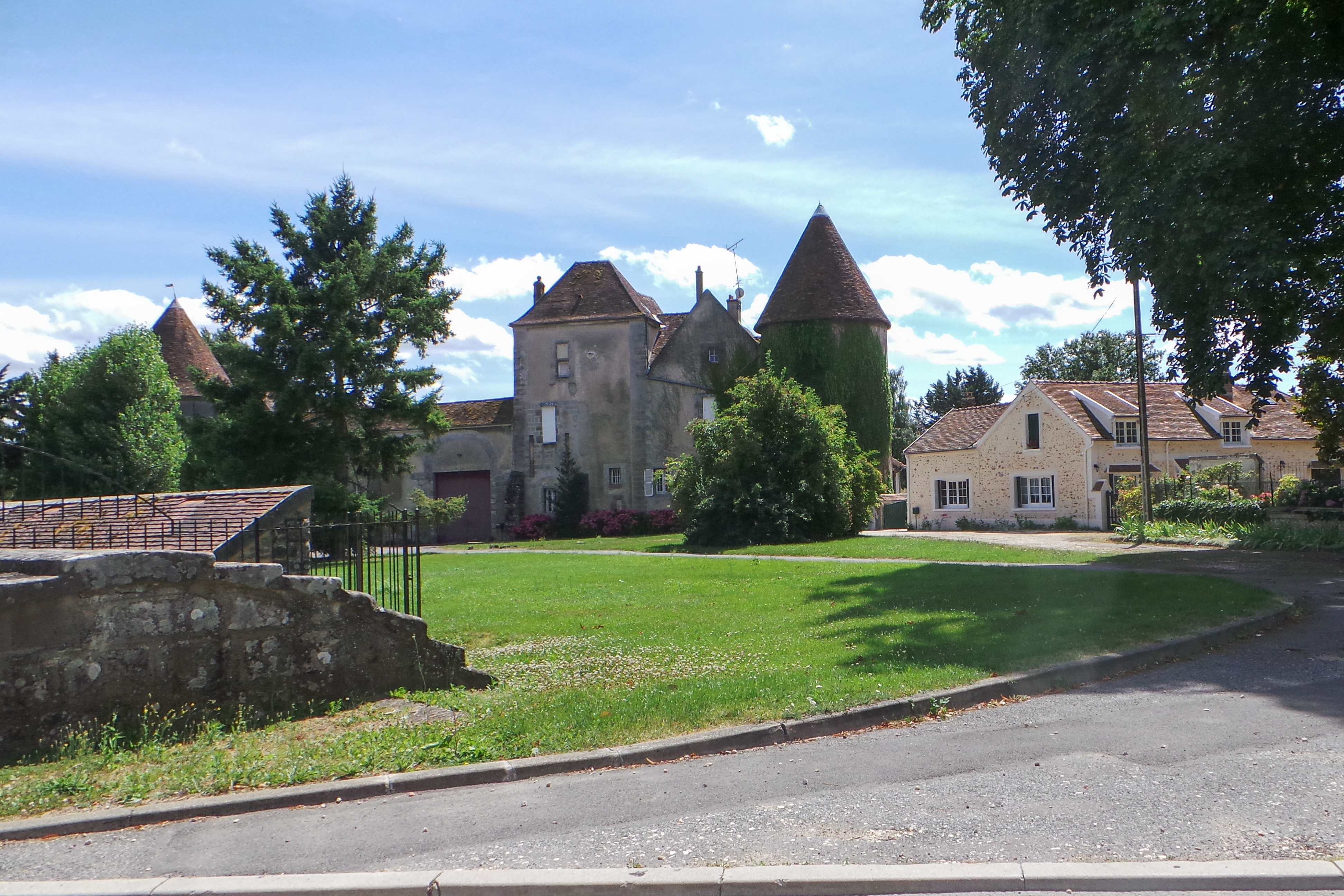
La Ferme de Vitry.

### Personnalités liées à la commune
- Laurent Lecointre (1742-1805), homme politique de la Révolution française surnommé Lecointre de Versailles, est exilé à Guignes où il possède une propriété. Il y est mort.
- Napoléon Ier passe la nuit du 16 au 17 février 1814 dans une auberge de Guignes, lors de la campagne de France, à la veille de la bataille de Mormant.

### Guignes dans les arts et la culture
Guigne-la-Putain est citée dans une œuvre de Voltaire, « Dialogue entre un plaideur et un avocat » :
L'avocat : « Ah ! Si vos pupilles étaient nés à Guignes-la-putain, au lieu d'être natifs de Melun près de Corbeil ! »
Le plaideur : « Et bien, qu'arriverait-il alors. »
L'avocat : « vous gagneriez votre procès haut la main : car Guignes-la-putain se trouve située dans une coutume qui vous est tout à fait favorable ; mais à deux lieux de là c'est toute autre chose. »
Le plaideur : « Mais Guignes et Melun ne sont-ils pas en France ? Et n'est-ce pas une chose absurbe et affreuse, que ce qui est vrai dans un village se trouve faux dans un autre ? Par quel étrange barbarie se peut-il que des compatriotes ne vivent pas sous la même loi ? »
Le plaideur : « C'est qu'autrefois les habitants de Guignes et ceux de Melun n'étaient pas compatriotes. Ces deux belles villes faisaient, dans le bon temps, deux empires séparés ; et l'auguste souverain de Guignes, quoique serviteur du roi de France, donnait des lois à ses sujets : ces lois dépendaient de la volonté de son maître d'hôtel, qui ne savait pas lire, et leur tradition respectable s'est transmise aux Guignois de père en fils; de sorte que, la race des barons de Guignes étant éteinte pour le malheur du genre humain, la manière de penser de leurs premiers valets subsiste encore et tient lieu de loi fondamentale. Il en est ainsi de poste en poste dans le royaume: vous changez de jurisprudence en changeant de chevaux. Jugez où en est un pauvre avocat quand il doit plaider, par exemple, pour un Poitevin contre un Auvergnat !  »

### Héraldique
| Blason de Guignes | Blason  | Taillé : au 1er d'azur à deux cerises de gueules tigées et feuillées de sinople, au 2e d'azur à la gerbe de blé d'or et à la faux du même, posée en barre, brochante, le fer vidé et dirigé vers la pointe ; au filet en barre d'or brochant sur la partition, le tout dans une filière du même. |
| Blason de Guignes | Détails | * Ces armes emploient le terme « cousu » dans le seul but de contrevenir à la règle de contrariété des couleurs : elles sont fautives : gueules et sinople sur azur. Officiel, confirmé par la mairie.                                                                                           |

## Pour approfondir